# Toirrdelbach mac Áeda meic Cathail Chrobdeirg Ua Conchobair
 Toirrdelbach mac Áeda meic Cathail Chrobdeirg Ua Conchobair  (mort en 1266)  est  Anti-roi de Connacht de 1249 à 1250.

## Origine
Toirrdelbach mac Áeda  est le  4e fils d'Áed mac Cathail Ua Conchobair lui-même fils aîné de Cathal Crobderg Ua Conchobair

## Règne
Depuis 1230 son oncle le roi Felim mac Cathal Crobderg Ua Conchobair avait mené une politique d'opposition aux empiétements des barons anglo-Normands dans le Connacht avant de tenter un rapprochement avec le roi Henri III d'Angleterre. Son fils  Áed mac Felim Ua Conchobair, opposé à ses efforts diplomatiques, menait pendant le règne de son père des expéditions de pillage 
contre les établissements des Normands. En 1249 il tend une embuscade à  Piers de Bermingham, qui à cette époque avait la garde des domaines de la famille de Burgh. Cette escarmouche provoque une véritable guerre à la suite de laquelle les Étrangers de Mide et de Leinster viennent soutenir ceux du Connacht et de Munster et Felim mac Cathal Crobderg  est dépossédé  de son trône. au profit de son cousin Toirrdelbach mac Aeda. Ce dernier subit une cuisante défaite devant les Hiberno-normands en août 1249 lors de la bataille d'Athenry
En 1250 Felim mac Cathal Crobderg  revient du nord avec une grande armée recrutée au Cenél nEógain. Il envahit d'abord royaume de Breifne et rallie à sa cause Conchobhar mac Tigernain Ó Ruairc et ils chassent Toirrdelbach du Connacht  Ce dernier semble s'être retiré de la vie publique et il meurt en 1266 dans l'Abbaye de knockmoy (en)

## Postérité
Toirrdelbach mac Áeda est le père de :
- Tadg Ruad mac Toirrdelbaig

## Sources
- (en) T.W Moody, F.X. Martin, F.J. Byrne A New History of Ireland IX Maps, Genealogies, Lists. A companion to Irish History part II . Oxford University Press réédition 2011  (ISBN 9780199593064). « O'Connors Ó Conchobhair Kings of Connacht 1183-1474  » p. 223-225 et généalogie n°28 et 29 (a)  p. 158-159.
- (en) Goddard Henry Orpen Ireland under the Normans Oxford at the Clarendon Press, 1968, vol. I à vol. IV